# Зворнички санџак
Зворнички санџак је османска административна јединица другог нивоа која је постојала на простору доњег Подриња и околине. Основан је између 1478. и 1483. године од дијелова Смедеревског санџака са обје стране Дрине. Након османског освајања Сребреничке бановине 1512. године, њена територија је припојена Зворничком санџаку. Првобитно сједиште санџака је било у Зворнику, а касније у Тузли.
У почетку је био дио Румелијског пашалука, потом Будимског, а оснивањем Босанског пашалука 1580. године улази у његов састав, да би 1867. постао дио новооснованог Босанског вилајета.